# Pfarrkirche Scheiben

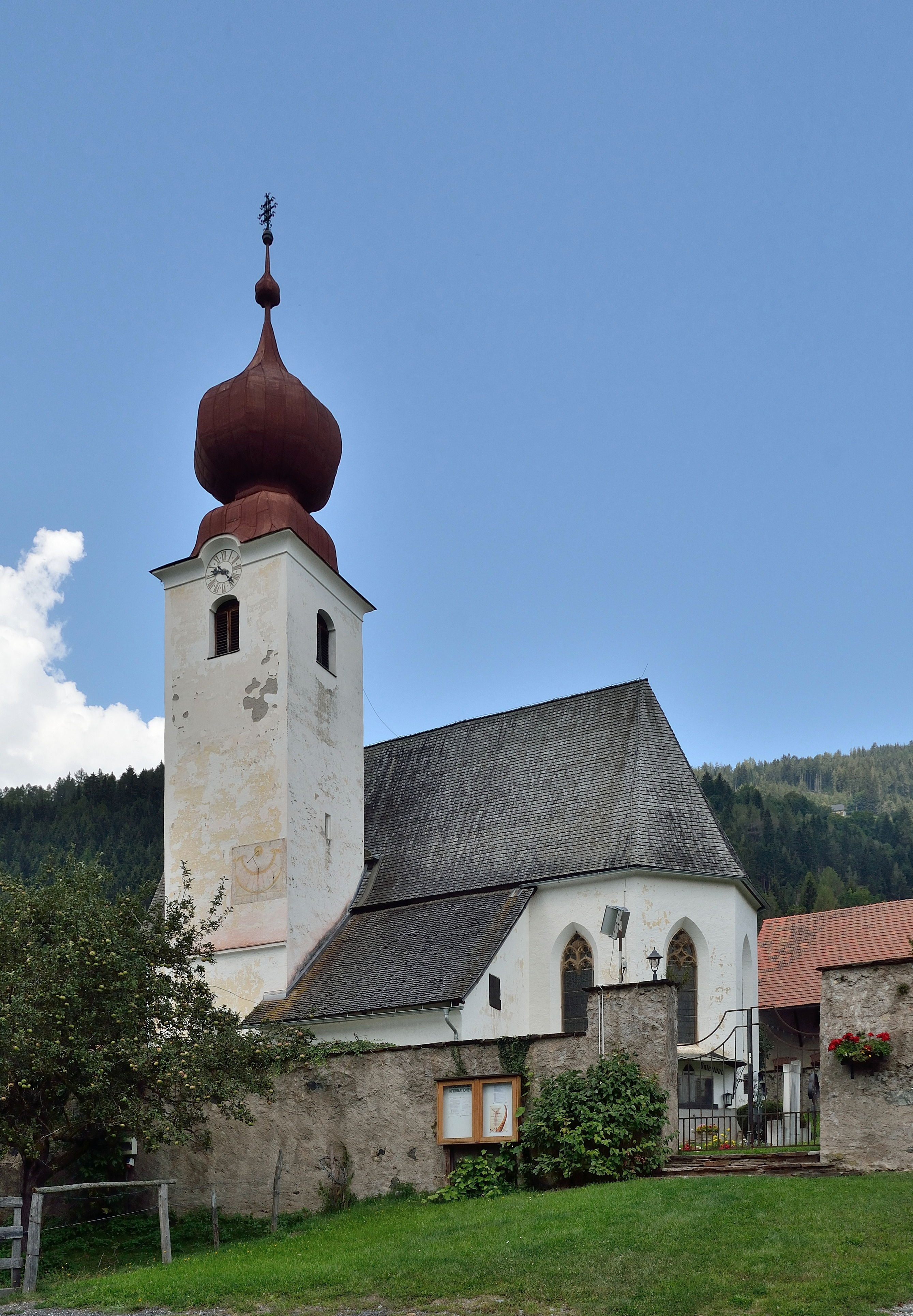
Katholische Pfarrkirche Mariä Himmelfahrt in Scheiben

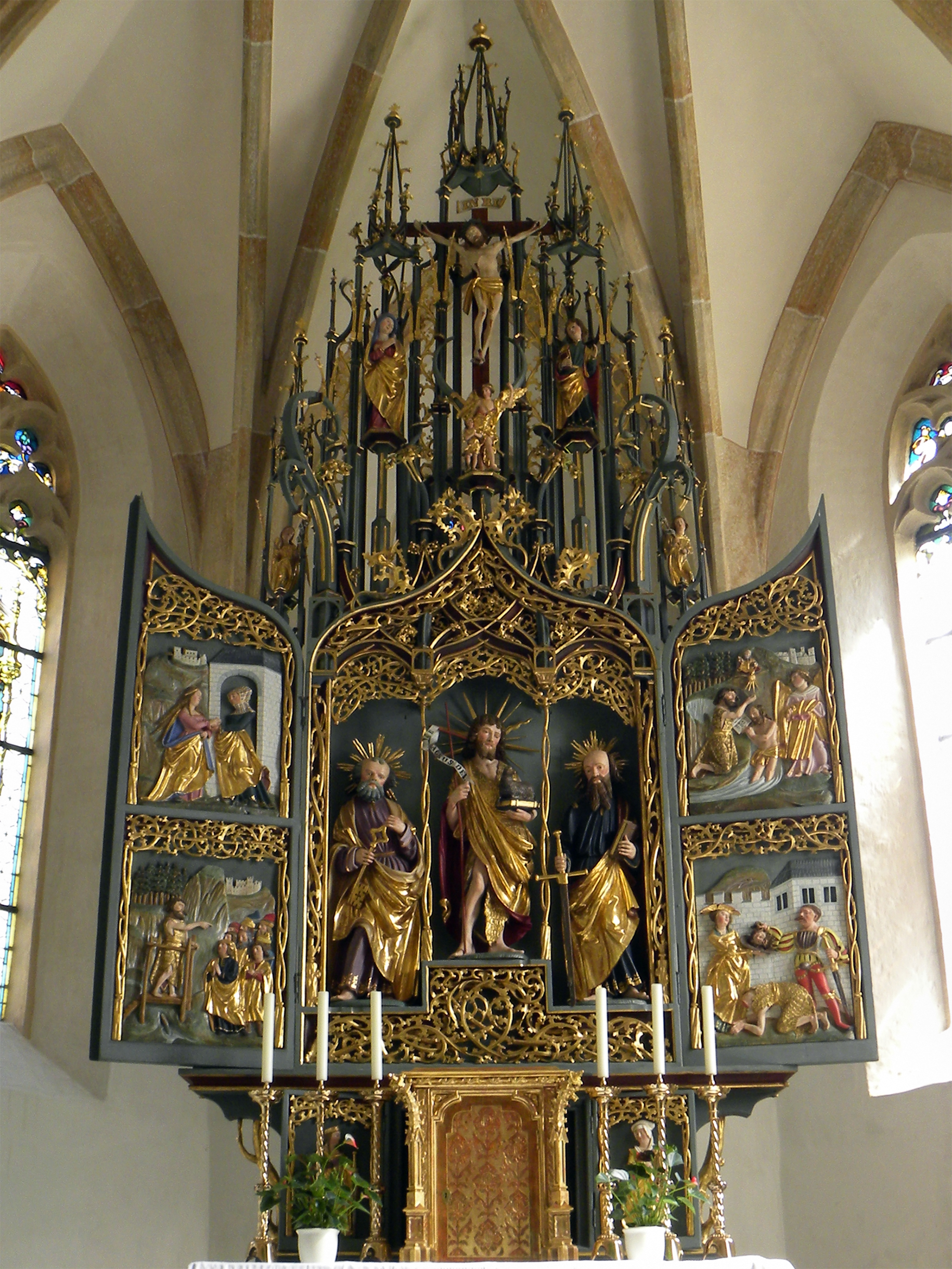
Flügelaltar

Die römisch-katholische Pfarrkirche Scheiben steht in der Ortschaft Scheiben in der Gemeinde Sankt Georgen ob Judenburg im Bezirk Murtal in der Steiermark. Die dem Patrozinium des hl. Johannes der Täufer unterstellte Pfarrkirche gehört zur Region Obersteiermark West der Diözese Graz-Seckau. Die Kirche und der Friedhof stehen unter Denkmalschutz (Listeneintrag).

## Geschichte
Urkundlich wurde 1203 eine Kirche genannt, vom Stift St. Lambrecht erbaut und inkorporiert.

## Architektur
Der in der heutigen Erscheinung spätgotische Kirchenbau um 1530 unter hohen steilen Satteldächern ist von einem ummauerten Friedhof umgeben. Der Südturm am Langhaus wurde 1779 erhöht, er hat barocke Schallfenster und trägt eine barocke Haube mit Zwiebel. Die Sakristei schließt östlich am Turm an. Das rundbogige profilierte Südportal hat eine Eisentüre aus 1872. Das rechteckige Westportal hat ausgerundete Ecken.
Das Kircheninnere zeigt zweijochiges Langhaus unter einem sechsteiligen Sternrippengewölbe auf 3/4-Runddiensten auf vorgelegten Wandpfeilern. Der eingeschnürte niedrige spitzbogige Fronbogen ist gekehlt. Der einjochige Chor in der Breite des Langhauses hat einen Fünfachtelschluss mit einem Springrautenrippengewölbe auf Schildkonsolen und runden Schlusssteinen. Die gotischen Maßwerkfenster haben entfernte Mittelstege und beinhalten figürliche Scheiben der Tiroler Glasmalerei 1912. Die hölzerne barocke Westempore steht auf Holzpfeilern. Die Turmhalle hat ein vierteiliges Sternrippengewölbe auf Schildkonsolen und einen Wappenschlussstein. Das spitzbogige Sakristeiportal hat eine Tür mit Eisenbeschlägen, die Sakristei hat ein Tonnengewölbe.

## Einrichtung
Der spätgotische Flügelaltar um 1520 trägt Statuen der Heiligen Johannes der Täufer und Peter und Paul, die Flügelreliefs zeigen Szenen aus dem Leben Johannes des Täufers, weiters im Gesprenge Kreuzigung, an der Predella Reliefs Maria Salome und hl. Katharina, vom gleichen Meister gibt es zwei Apostelstatuen in St. Lambrecht. Die gotische Steinmensa trägt ein geschnitztes Antependium von Balthasar Prandtstätter 1748, ebendort Bandelwerkornament und das Stiftswappen St. Lambrecht.
Der neugotische Marienaltar um 1900 steht im Langhaus. Die barocke Kanzel entstand im zweiten Viertel des 18. Jahrhunderts.
In der Turmkapelle gibt es ein barockes Bild Kreuzigung aus dem Ende des 17. Jahrhunderts und zwei Statuen der Heiligen Leonhard und Nikolaus von Balthasar Prandtstätter sowie einen Weihwasserstein mit einem eisenbeschlagenen Deckel 1714.
Die Orgel zeigt sich neugotisch.

## Grabdenkmäler
- Gotischer teils verwitterter Wappengrabstein 1472, vom Abt Johannes Schachner für seinen Vater errichtet.